# Eugenio Bartolomé y Mingo
Eugenio Bartolomé y Mingo (Argecilla, 1843-Madrid, 1920) fue un pedagogo español.